# Złota księga fantasy
Złota księga fantasy (jęz. ang. The Fantasy Hall of Fame) – antologia krótkich form fantasy pod redakcją Roberta Silverberga. Wydana w USA w wydawnictwie HarperPrism w 1998 r., w Polsce ukazała się w 1999 r. nakładem oficyny Prószyński i S-ka.
Do antologii włączono opowiadania wybrane w głosowaniu przez członków Science Fiction and Fantasy Writers of America. Została ona zredagowana na wzór wydawanych od 1967 roku, także pod redakcją Silverberga, zbiorów z utworami science fiction, The Science Fiction Hall of Fame. Autor wyboru przyjął następujące kryteria wyboru: opowiadania musiały ukazać się między 1939 a 1990 r. oraz ich objętość nie mogła przekraczać 17500 słów. Przyjęto także zasadę, że mógł się tu znaleźć tylko jeden tekst każdego autora, bez względu na wyniki głosowania.

## Zawartość
- H.L. Gold(inne języki) Kłopoty z wodą (Trouble with Water)
- L. Sprague de Camp Tego nie ma w regulaminie (Nothing in the Rules)
- C.L. Moore Owoc poznania (Fruit of Knowledge)
- Jorge Luis Borges Tlön, Uqbar, Orbis Tertius
- Anthony Boucher(inne języki) Genialny wilkołak (The Compleat Werewolf)
- Ray Bradbury Mały morderca (The Small Assassin)
- Shirley Jackson Loteria (The Lottery)
- Robert A. Heinlein Nasze Piękne Miasto (Our Fair City)
- James Blish Ciemność nie nadejdzie (There Shall Be No Darkness)
- Jack Vance Krosno ciemności (The Loom of Darkness)
- Margaret St. Clair(inne języki) Człowiek, który sprzedał gnolom sznurek (The Man Who Sold Rope to the Gnoles)
- Theodore Sturgeon Jedwabisty i szybki (The Silken-Swift)
- Avram Davidson Golem (The Golem)
- Poul Anderson Operacja Afryt (Operation Afreet)
- Robert Bloch Pociąg Do Piekła (That Hell-Bound Train)
- Fritz Leiber Targ niezwykłości (Bazaar of the Bizarre)
- Peter S. Beagle Śmierć na balu (Come Lady Death)
- J.G. Ballard Topielec (The Drowned Giant)
- R.A. Lafferty Wąska Dolina (Narrow Valley)
- Philip K. Dick Wiara naszych ojców (Faith of Our Fathers)
- Clifford D. Simak Duch modelu T (The Ghost of a Model T)
- Tanith Lee Demonka (The Demoness)
- Harlan Ellison Jeffty ma pięć lat(inne języki) (Jeffty Is Five)
- Gene Wolfe Detektyw snów (The Detective of Dreams)
- Roger Zelazny Wariant jednorożca (Unicorn Variations)
- Robert Silverberg Basileus
- Lucius Shepard(inne języki) Łowca jaguarów (The Jaguar Hunter)
- Ursula K. Le Guin Lale z Buffalo, czy wyjdziecie dziś w nocy(inne języki) (Buffalo Gals, Won't You Come Out Tonight)
- Terry Bisson Niedźwiedzie odkrywają ogień (Bears Discover Fire)
- Ted Chiang Wieża Babilonu(inne języki) (Tower of Babylon)